# Pont d’Avignon

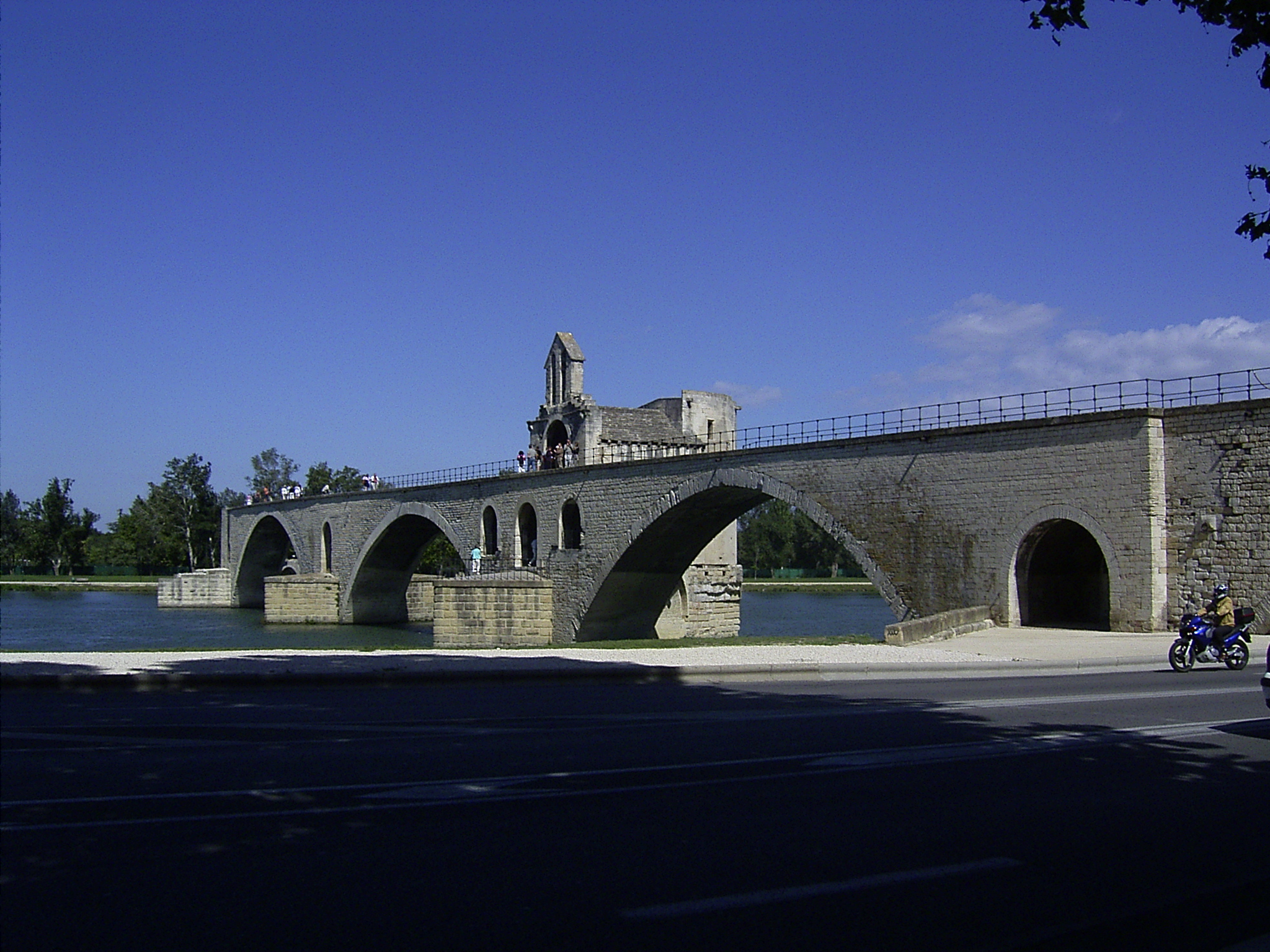
Az avignoni híd

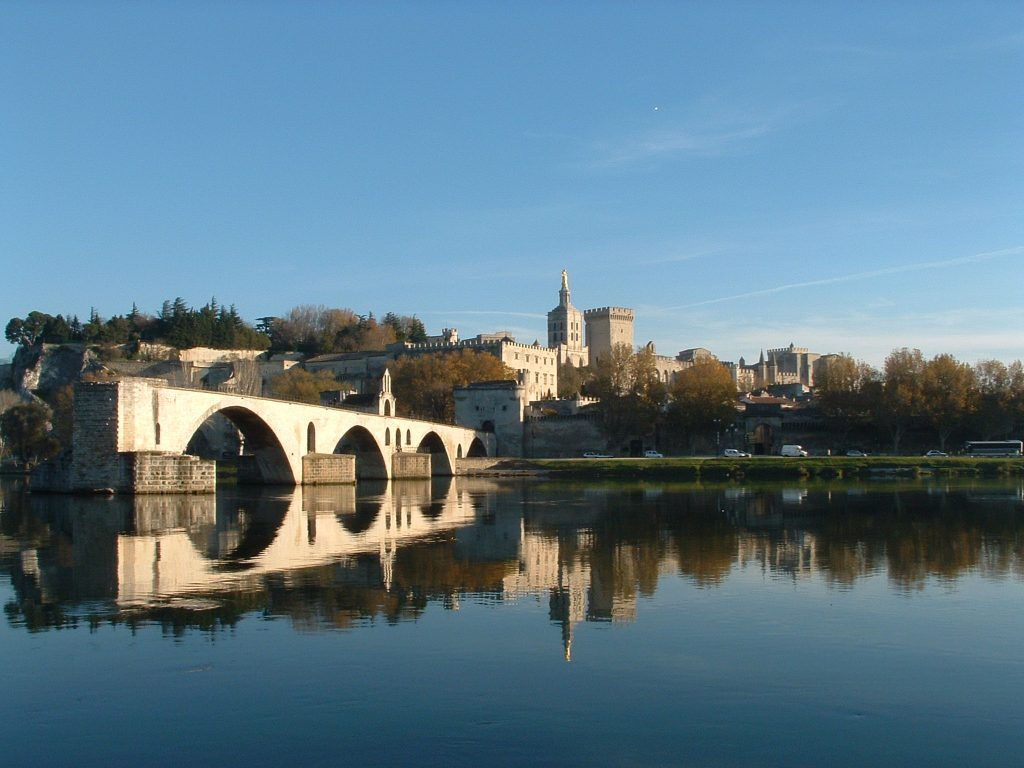
Az avignoni híd

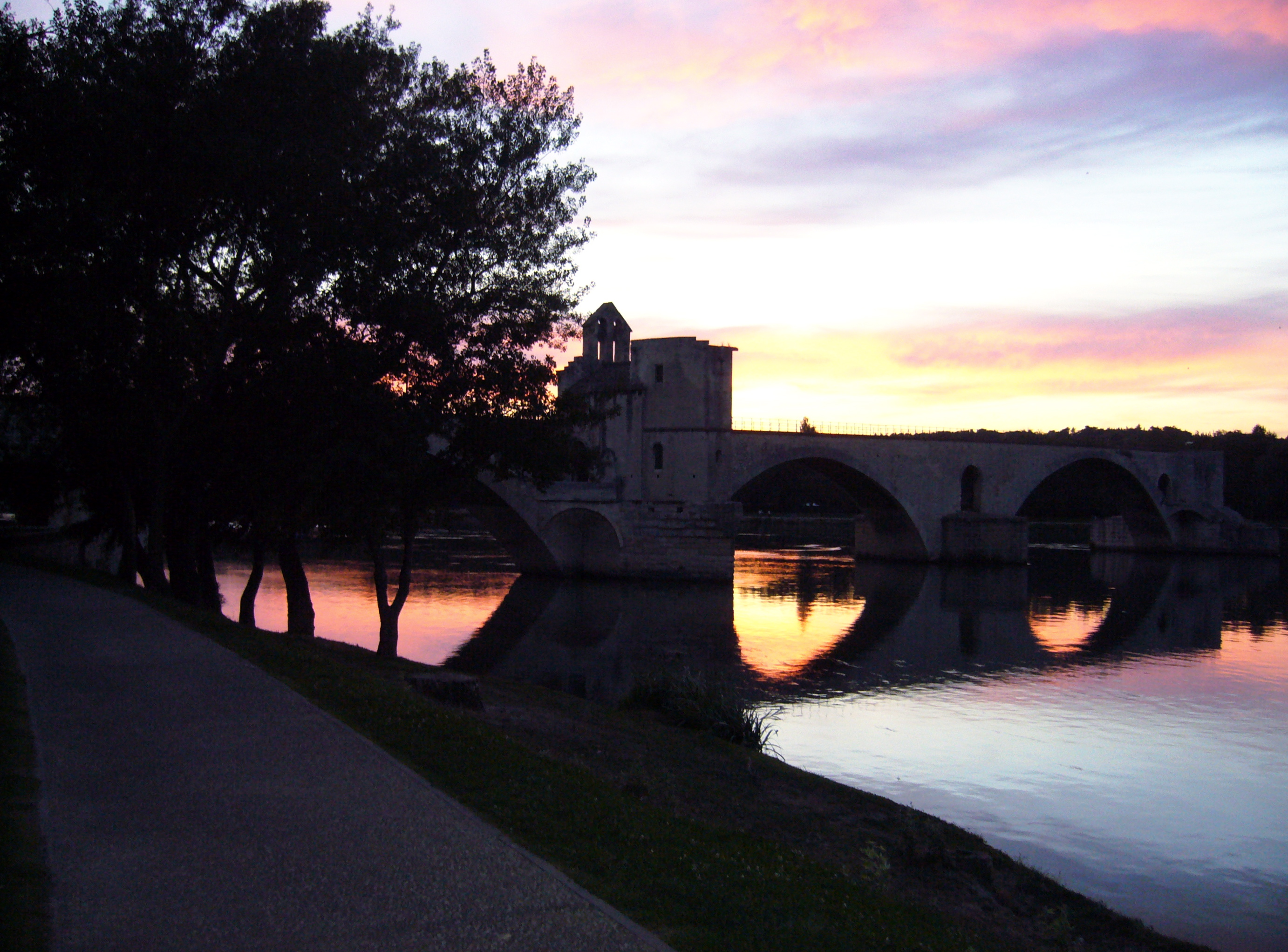
Az avignoni híd

A Pont d’Avignon, azaz az avignoni híd (franciául: Pont Saint-Bénezet) egyike Franciaország legismertebb hídjainak. Dél-Franciaországban található, a Rhône folyót ívelné át. Valójában csak egy fél híd, mert annyiszor vitte el az áradat, hogy a 17. században – miután egy áradás elsodorta a nagyobbik részét, de a városhoz közelebb eső fele megmaradt – már nem építették újra.

## Története
A híd eredetileg áthidalta a Rhône folyót, Avignon és Villeneuve-lès-Avignon között. Eredeti hosszát 1171 és 1185 között építették (900 m), de az árvizek miatt elszenvedett beomlások miatt sokszor újjá kellett építeni. Később ez egyre inkább veszélyessé vált, a pótlóanyagok, pl. rozoga fából készült szekciók miatt.
A hidat végül használhatatlanná tette egy 1668-as katasztrofális árvíz, ami sok mindent söpört el, többek közt ezt a szerkezetet is. Azután több kísérletet nem tettek arra, hogy megjavítsák. Azóta a 22 ívből már csak négy van.
A híd szerkezetét Saint Bénézet tervezte, egy helyi pásztorfiú, akinek a legenda szerint megparancsolták angyalok, hogy építsen egy hidat a folyón keresztül. Bár őt először kigúnyolták, drámaian bizonyította az isteni sugallatát azáltal, hogy csodálatosan megépítette a hidat. Munkájában befolyásos és gazdag támogatók segítették. A halála után saját hídján temették el egy kicsi kápolnában, a négy, még létező ív egyikénél.
Szintén rajongtak a hídért a Rhône hajósai. A híd védőszentje Szent Miklós volt. Kezdetben magán a hídon imádkoztak a szent kápolnájában (ahol Saint Bénézet testét temették el szintén), de ez a híd növekvő rongálásához vezetett. Végül egy új kápolnát építettek a 18. században a szárazföldön, a híd lábánál.
A hídnak, mint folyami kereszteződésnek nagy stratégiai fontossága volt Lyon és a Földközi-tenger között.

## ASur le pont d’Avignondal
A dalt a 16. században alkotta Pierre Certon zeneszerző. A modern verzió a 19. században született meg, Adolphe Adam 1853-i szerkesztése során. A dal eredeti címe nem Sur le pond d'Avignon (Az avignoni hídon), hanem Sous le pont d'Avignon (Az avignoni híd alatt). Ennek oka, hogy a középkorban a táncos mulatságok színhelye a híd alatti partszakasz lehetett csak, a hídon magán tilos volt táncolni.
Sur le pont d'Avignon
L'on y danse, l'on y danse
Sur le pont d'Avignon
L'on y danse tous en rond
Les beaux messieurs font comm' ça
Et puis encore comm' ça
Sur le pont d'Avignon
L'on y danse, l'on y danse
Sur le pont d'Avignon
L'on y danse tous en rond
Les bell' dames font comm' ça
Et puis encore comm' ça
Sur le pont d'Avignon
L'on y danse, l'on y danse
Sur le pont d'Avignon
L'on y danse tous en rond
Les jardiniers font comm' ça
Et puis encore comm' ça
Sur le pont d'Avignon
L'on y danse, l'on y danse
Sur le pont d'Avignon
L'on y danse tous en rond
Les couturiers font comm' ça
Et puis encore comm' ça
Sur le pont d'Avignon
L'on y danse, l'on y danse
Sur le pont d'Avignon
L'on y danse tous en rond
Les vignerons font comm' ça
Et puis encore comm' ça
Sur le pont d'Avignon
L'on y danse, l'on y danse
Sur le pont d'Avignon
L'on y danse tous en rond
Les blanchisseus's font comm' ça
Et puis encore comm' ça

## Kotta és dallam
Készen áll már a híd, táncot járnak Avignonban.

Készen áll már a híd, körtánc járja a hídon.

A ténsurak így járják, pocakosan járják.

## Fordítás
Ez a szócikk részben vagy egészben  a   Pont Saint-Bénezet című angol Wikipédia-szócikk ezen változatának fordításán alapul.  Az eredeti cikk szerkesztőit annak laptörténete sorolja fel. Ez a jelzés csupán a megfogalmazás eredetét és a szerzői jogokat jelzi, nem szolgál a cikkben szereplő információk forrásmegjelöléseként.

## Felvételek
- Sur le pont d'Avignon. YouTube (2012. március 5.)  (Hozzáférés: 2017. július 12.) (videó, francia szöveg)